# Gérard de Contades
Œuvres principales
- Portraits et fantaisies
- Le comte d'Orsay-physiologie d'un roi de la mode
- Coblenz et Quiberon-Souvenirs du comte de Contades, pair de France
- Emigrés et Chouans: Le Chevalier de Haussey, Armand de Chateaubriand, un Chouan à Londres en 1796
- Journal d'un fourrier de l'armée de Condé, Jacques de Thiboult du Puisact, député de l'Orne
- Bibliographie Sportive: Le Driving En France (1547-1896)

Compléments
Maire de Saint-Maurice-du-Désert
Membre du Comité des travaux historiques et scientifiques, Correspondant du Ministère  de l'Instruction publique (1887-1899)
Président de la Société historique et archéologique de l'Orne (1895-1899)
Directeur de la Société des antiquaires de Normandie (1897)
Marie Gérard Alexandre Gaspard Comte de Contades, né le 27 août 1846 à Angers et mort le 18 juillet 1899 à Saint-Maurice-du-Désert, est un homme de lettres, érudit, historien local et romancier français,,,.

## Biographie

### Jeunesse
Par son père, il descend de Louis Georges Erasme, marquis de Contades, maréchal de France, dont le nom est attaché aux campagnes d'Outre-Rhin, pendant le règne de Louis XV.
Par sa mère, il appartient à la famille Desson de Saint-Aignan originaire du Maine, d'où lui vient son attachement local à Saint-Maurice-du-Désert puisque l'un des membres avait épousé Anne-Rose-Suzanne de Montpinson-Saint-Maurice en 1779.
Ses premières années se déroulent au château de Fay dans la Sarthe, et ce n'est seulement qu'en octobre 1852, que ses parents viennent habiter le petit manoir de Saint-Maurice-du-Désert.
En 1857, il fait sa première communion dans l'église de Saint-Maurice-du-Désert.

### Formation
Ses études classiques, commencées à Saint-Maurice, s'achèvent chez les Jésuites de Vaugirard.
Le Père Olivaint qui dirige alors le collège de Vaugirard, distingue bientôt le nouvel écolier à cause de "son esprit vif, de son caractère ardent, impétueux même, de sa précoce intelligence et de son ardeur au travail", et il lui voua une affection profonde jusqu'au massacre de la rue Haxo en 1871, lors de la « Semaine sanglante » de la Commune de Paris .
Après le collège, le comte de Contades suit les cours de la Faculté de Droit.

### Débuts
En 1869, il se fixe définitivement au château de Saint-Maurice, alors que possédant en Anjou un superbe domaine, héritier d'un nom glorieux et respecté, il pouvait espérer un brillant avenir en habitant la princière demeure du château de Montgeoffroy, berceau de sa famille.
Pendant toute la guerre franco-allemande de 1870, il remplit près du général de Malherbe les fonctions d'officier d'ordonnance. En 1897, on lui demande de faire partie de la 144e section des Vétérans de terre et de mer, formée à La Ferté-Macé.
Il publie d'abord sous un pseudonyme des romances maintenant oubliées, puis publie ensuite sous son vrai nom.
Il est très tôt attiré par les études historiques, et il se donne pour tâche de faire revivre le passé de sa région.

### Carrière
Il commence par une carrière diplomatique avant de se retirer au château de Saint-Maurice-du-Désert.
Mais il est surtout connu pour être un membre actif de la Société historique et archéologique de l'Orne, société savante dont il est vice-président, puis président. À ce titre, il côtoya nombre d'érudits et intellectuels locaux tels que Léon de La Sicotière, Wilfrid Challemel (poète, historien et journaliste), Eugène Lecointre, Jules Appert (historien), Gustave Le Vavasseur, Louis Duval.
Il est également nommé directeur de la Société des antiquaires de Normandie en 1897, et correspondant du ministère  de l'Instruction publique ,.
Régulièrement, G. Contades, J. Appert et W. Challemel partent en expédition dans leur voiture à chevaux spécialement construite pour leurs excursions, qu'ils nomment « l'Archéologue », à la recherche de sites anciens ou de vieux parchemins.

### Décès
Il repose maintenant dans l'humble cimetière de la commune de Saint-Maurice-du-Désert.
À sa mort, il lègue sa riche collection bibliographique à la ville de La Ferté Macé, aujourd'hui hébergée à la mairie, et qui sera à l'origine de la bibliothèque municipale.
En son hommage, un square et un boulevard portent son nom à Bagnoles-de-l'Orne et à La Ferté-Macé.

## Ouvrages[12]

### Ouvrages principaux
- Jacques François Marie de Thiboult du Puisact et Comte Gérard de Contades, Journal d'un fourrier de l'armée de Condé, Jacques de Thiboult du Puisact, député de l'Orne, Paris, 33 quai des Augustins, Didier et Cie, 1882, 365 p. (présentation en ligne)

- Comte Erasme-Gaspard de Contades et Comte Gérard de Contades, Coblenz et Quiberon-Souvenirs du comte de Contades, pair de France, Paris, Palais Royal, E.Dentu, Librairie de la société des gens de lettre, 1885, 298 p. (présentation en ligne, lire en ligne).  [13]

- Comte Gérard de Contades, Portraits et fantaisies, Paris, 7 rue St Benoit, Maison Quantin, 1887, 208 p. (présentation en ligne, lire en ligne).

- Comte Gérard de Contades, Le comte d'Orsay-Physiologie d'un roi de la mode, Paris, 7 rue St. Benoit, Maison Quantin, 1890, 161 p. (présentation en ligne).  [14]

- Comte Gérard de Contades, Bibliographie sportive-Les Courses de chevaux en France (1651-1890), Paris, 69 Passage Choiseul, Librairie Rouquette, 1892, 154 p. (présentation en ligne, lire en ligne).

- Comte Gérard de Contades, Émigrés et Chouans: Le Chevalier de Haussey (i.e. Mme de Bennes), Armand de Chateaubriand, Un chouan à Londres, Les gentilhommes poètes de l'armée de Conde, Puisaye et d'Avaray, Paris, D.Perrin et cie, 1895, 373 p. (présentation en ligne)

- Comte Gérard de Contades, Bibliographie Sportive: Le Driving En France (1547-1896), Paris, 69 Passage Choiseul, Librairie Rouquette, 1898, 310 p. (ISBN 9780270612455, présentation en ligne, lire en ligne).

### Ouvrages secondaires
- Comte Gérard de Contades, Un Chouan à Londres en 1796-Louis-Charles-René Collin de La Contrie, Nantes, Place du commerce, Imprimerie Vincent Forest et Émile Grimaud, 1884, 36 p. (ISBN 9782329645483, présentation en ligne, lire en ligne).

- Comte Gérard de Contades, Rasnes-Histoire d'un château normand, Paris, H.Champion, 1884, 69 p. (présentation en ligne, lire en ligne).

- Comte Gérard de Contades, Une Enquête moliéresque, 1886, 12 p. (présentation en ligne)

- Comte Gérard de Contades, Passais et ses monuments mégalithiques, Libraire H.Champion, 1887, 26 p. (présentation en ligne)

- Comte Gérard de Contades, Balzac alençonnais, Alençon, Renaut-De Broise, 1888, 23 p. (présentation en ligne)

- Comte Gérard de Contades, La Chaux Notes & Souvenirs, H.Champion, 1888, 55 p. (présentation en ligne)

- Comte Gérard de Contades, Les Attelages d'autrefois (La litière de La Motte-Fouquet), Paris, 9 quai Voltaire, Honoré Champion, 1892, 21 p. (présentation en ligne)

- Comte Gérard de Contades, Les livres et les voitures (1547-1896), H.Champion, 1898, 23 p. (présentation en ligne)

- Comte Gérard de Contades, Gustave Le Vavasseur, bibliographie de ses œuvres (1840-1896), Alençon, E. Renaut-de Broise, imprimeur & lithographe, 1898, 63 p. (présentation en ligne, lire en ligne).

- Jules Appert, Comte Gérard de Contades, Abbé Constant Macé, Gustave Le Vavasseur, Louis Duval, Wilfrid Challemel, Eugène de Beaurepaire, Eugène Lecointre, Charles-Florentin Loriot, Léopold Mabilleau et Henri Le Faverais, La Normandie monumentale et pittoresque-Orne, Le Havre, Lemale, 1896 (présentation en ligne, lire en ligne)

### Bibliothèque ornaise - Essai de bibliographie cantonale
- Jules Appert et Comte Gérard de Contades, Bibliothèque ornaise - Canton de la Ferté-Macé, Bagnoles-les-Bains, canton de Juvigny-sous-Andaine - Essai de bibliographie cantonale, Paris, H.Champion, 1882, 144 p. (présentation en ligne)

- Gustave Le Vavasseur, Comte Gérard de Contades et Abbé Gaulier, Bibliothèque ornaise - Canton de Briouze - Essai de bibliographie cantonale, Paris, H.Champion, 1883, 102 p. (présentation en ligne, lire en ligne).

- Gustave Le Vavasseur et Comte Gérard de Contades, Bibliothèque ornaise - Canton d'Écouché - Essai de bibliographie cantonale, Paris, H.Champion, 1884, 49 p. (présentation en ligne, lire en ligne).

- Jules Appert et Comte Gérard de Contades, Bibliothèque ornaise - Canton de Domfront- Essai de bibliographie cantonale, Paris, H.Champion, 1887, 162 p. (présentation en ligne, lire en ligne).

- Jules Appert et Comte Gérard de Contades, Bibliothèque ornaise - Canton de Passais - Essai de bibliographie cantonale, Paris, H.Champion, 1888, 85 p. (présentation en ligne, lire en ligne).

- Comte Gérard de Contades et Abbé Constant Macé, Bibliothèque ornaise - Canton de Carrouges - Essai de bibliographie cantonale, Paris, H.Champion, 1891, 127 p. (présentation en ligne)

- Comte Gérard de Contades et Abbé A.L.Letacq, Bibliothèque ornaise - Canton de Vimoutiers - Essai de bibliographie cantonale, Paris, H.Champion, 1893, 201 p. (présentation en ligne)

### Ex-libris
- Comte Gérard de Contades, Ex-libris de Jacques-Charles-Alexandre Lallemant, évêque de Séez, Société historique et archéologique de l'Orne, 1884, 12 p. (présentation en ligne)

- Comte Gérard de Contades, Ex-libris de Mr. Serais, avocat, Alençon, E. Renaut de Broise, 1886, 11 p. (présentation en ligne)

- Comte Gérard de Contades, Ex-libris de Dominique Barnabé Turgot, évêque de Séez, Alençon, E. Renaut de Broise, 1886, 11 p. (présentation en ligne)

- Comte Gérard de Contades, Ex-libris du canton de Carrouges, Paris, H.Champion, 1891, 22 p. (présentation en ligne)

### Notices
- Comte Gérard de Contades, Notice sur la commune de la Sauvagère, Paris, H.Champion, 1879 (présentation en ligne, lire en ligne).

- Comte Gérard de Contades, Notice sur la commune de Saint-Maurice-du-Désert, Paris, H.Champion, 1880, 30 p. (présentation en ligne)

- Comte Gérard de Contades, Notice biographique sur Jacques de Thiboult du Puisact, député de l'Orne, E. Monnoyer, 1882, 30 p. (présentation en ligne)

- Comte Gérard de Contades, Notice sur la commune de Lonlay-le-Tesson, Foyer rural de Lonlay-le-Tesson, 1884 (présentation en ligne)

- Comte Gérard de Contades, Notice biographique sur le comte de Contades, pair de France, E. Monnoyer, 1885, 60 p. (présentation en ligne)